# Marion Deigentesch
Marion Deigentesch (Traunstein, 8 de enero de 1995) es una deportista alemana que compite en biatlón. Ganó una medalla de plata en el Campeonato Europeo de Biatlón de 2021, en el relevo mixto.

## Palmarés internacional
| Campeonato Europeo | Campeonato Europeo       | Campeonato Europeo | Campeonato Europeo |
| Año                | Lugar                    | Medalla            | Prueba             |
| ------------------ | ------------------------ | ------------------ | ------------------ |
| 2021               | Duszniki-Zdrój (Polonia) | Medalla de plata   | Relevo mixto       |